# Kamiennik
Kamiennik è un comune rurale polacco del distretto di Nysa, nel voivodato di Opole.
Ricopre una superficie di 89,23 km² e nel 2004 contava 3 763 abitanti.